# 科氏帚麗鯛
科氏帚麗鯛，為輻鰭魚綱鱸形目隆頭魚亞目慈鯛科的其中一種，分布於非洲那米比亞及安哥拉的庫內內河流域，體長可達21.6公分，棲息在溪流，生活習性不明。

## 擴展閱讀
維基物種上的相關：科氏帚麗鯛